# مارغريت تاكر
مارغريت تاكر (بالإنجليزية: Margaret Tucker)‏ هي كاتبة سير ذاتية أسترالية، ولدت في 18 مارس 1904 في نيوساوث ويلز في أستراليا، وتوفيت في 23 أغسطس 1996.